# Большой Лычак
Большо́й Лыча́к — хутор во Фроловском районе Волгоградской области России. Административный центр Большелычакского сельского поселения.

## География
Хутор расположен 53 км севернее Фролово на правом берегу реки Лычак, левом притоке реки Медведица.
В 1 км западнее расположено месторождение сырья, пригодного для изготовления керамического кирпича.

## История
Годом основания хутора принято считать 1793 год. Прежнее название хутора — Большелычанский. Хутор первоначально входил в юрт Заполянской станицы Усть-Медведицкого округа Области войска Донского. Затем после объединения станиц Орловской и Заполянской в станицу Сергиевскую стал входить в юрт этой станицы.
В 1884 году в хуторе построена Казанская церковь. В 1930-х годах храм был закрыт, убранство храма разграбили, а само здание разобрали. В советское время на месте церкви построили сельский дом культуры.
По состоянию на 1915 год хутор Больше-Лычацкий входил в юрт станицы Сергиевской Усть-Медведицкого округа Области Войска Донского. В церковном плане относился к Берёзовскому благочинию Донской епархии с центром в станице Берёзовской. В пользовании хутора находилось 6881 десятины земли. В поселении располагалось хуторское правление, молитвенный дом, приходское училище. С 26 по 29 сентября (по старому стилю) проходила ярмарка.
К 1936 году хутор являлся центром Большелычакского сельсовета, действовали фельдшерский и ветеринарный пункты, средняя школа.

## Население
По состоянию на 1915 год в хуторе  в 280 дворах проживало 2165 человек.
На 1 января 1936 года в хуторе имелось 544 хозяйства, проживало 2154 человек, преобладающая национальность — русские.
По данным Всероссийской переписи населения на 9 октября 2002 года в хуторе проживало 1150 человек, 96 % из которых отнесли себя к русским.
По данным Всероссийской переписи населения на 14 октября 2010 года в хуторе проживало 1012 человека.

## Инфраструктура
В хуторе находятся школа, больница, магазины, пекарня. Проведены водопровод, электричество, дороги с твердым покрытием.
В 1993 году образован приход Божией Матери Казанский. В качестве молитвенного дома был обустроен бывший дом священника.